# Mu Mutian
Pour les articles homonymes, voir Mu.
Dans ce nom, le nom de famille, Mu, précède le nom personnel.
Mu Mutian (chinois : 穆木天, pinyin : Mù mùtiān, EFEO : Mou Mou-tien), né en 1900 dans le Qilin, mort en 1971, est un poète chinois, membre de l'école dite « symboliste ».

## Biographie
Mu Mutian nait en 1900 dans le Qilin. Il fait ses études à l'université impériale de Tokyo. Il est l'un des membres de la société Création (zh), avec Guo Moruo, Wang Duqing et d'autres. Il est en 1950 professeur à l'École normale nationale de Pékin. Il fait en 1957 l'objet de critiques en tant que « droitier ».

## Œuvre
Mu Mutian fait partie du groupe de poètes influencés par la poésie française, appelés « symbolistes », avec Li Jinfa ou Wang Duqing.

## Liste des œuvres
- Le Cœur du voyageur (Lüxin), 1927
- Chansons de l'exilé (Liuwangzhide ge)